# Wojtek Szumański
Wojtek Szumański (ur. 1994 w Chrzanowie) – polski wokalista, kompozytor i autor tekstów, znany z łączenia humorystycznych, emocjonalnych tekstów z akustycznym brzmieniem. Jego twórczość zyskała popularność dzięki autorskim piosenkom publikowanym w Internecie, a także występom na festiwalach muzycznych.

## Życiorys

### Wczesne lata i początki kariery
Swoją działalność muzyczną rozpoczął jako nastolatek, publikując własne utwory w Internecie. Jego pierwszym znaczącym sukcesem była "Ballada o cyckach", która zdobyła miliony odsłon na YouTube. Piosenka zwróciła uwagę słuchaczy na talent młodego artysty. W wywiadzie dla Interii Szumański przyznał, że obecnie nie napisałby takiego utworu, ale docenia jego wpływ na rozwój kariery.

### Twórczość i styl muzyczny
W swojej muzyce łączy elementy folku, popu i poezji śpiewanej. Jego teksty często poruszają tematy emocjonalne i społeczne, prezentując je w przystępnej formie. Wśród jego najbardziej znanych utworów znajdują się "Zegarek", "Bez twoich wad", "Kto by pomyślał?" oraz "Kołowrotek". Ten ostatni singiel promował trasę koncertową o tej samej nazwie, obejmującą kilkanaście miast w Polsce. 
Jego koncerty charakteryzują się żywiołową atmosferą i zaangażowaniem publiczności. W 2023 roku wystąpił na Małej Scenie Pol'and'Rock Festival, zdobywając uznanie publiczności. W wyniku głosowania uczestników festiwalu otrzymał nagrodę Złotego Bączka, co umożliwiło mu występ na Dużej Scenie w 2024 roku.

## Dyskografia

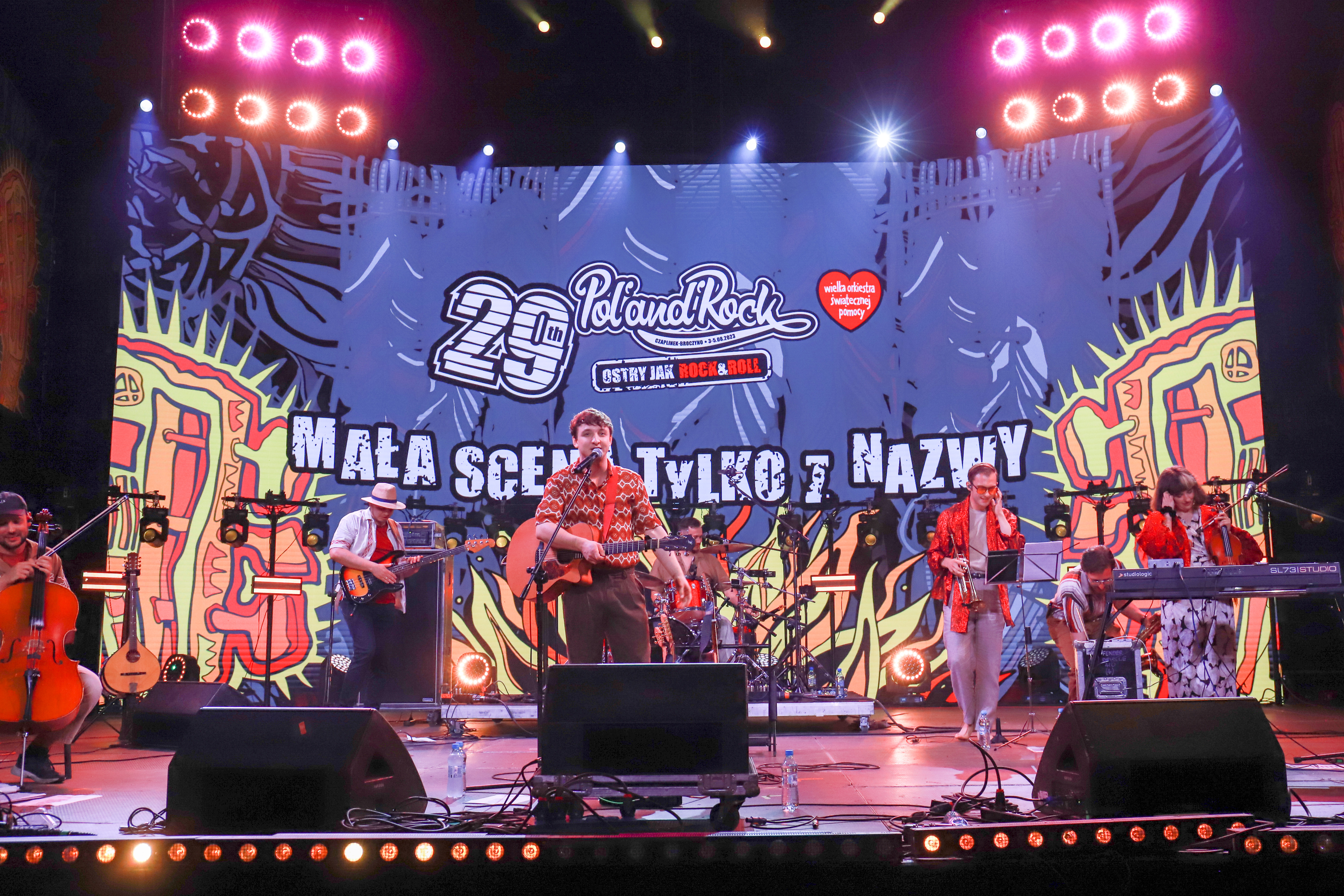
Wojtek Szumański na Pol’and’Rock Festival w 2023 r.

Jest autorem płyt:
- Ogólnie rzecz biorąc (2017)
- Składanka (2019)
- II (2022)
- Live Pol'and'Rock 2023 (2024)
- Live Pol'and'Rock 2024 (2025)
- Czas na umieranie (2025)

## Współpraca i działalność charytatywna
Współpracował z różnymi artystami, takimi jak Werosława, Martin Stankiewicz czy Piotr Galiński. Jego utwory często zawierają elementy satyryczne i społeczne, co przyciąga szerokie grono odbiorców. Podczas trasy koncertowej promującej album "II" część dochodu ze sprzedaży gadżetów została przekazana na rzecz Federacji Amazonki, wspierającej profilaktykę raka piersi.